# Carthamus boissieri
Die Carthamus boissieri ist eine Pflanzenart aus der Gattung Carthamus in der Familie der Korbblütler (Asteraceae).

## Merkmale
Carthamus boissieri ist ein einjähriger Schaft-Therophyt, der Wuchshöhen von 20 bis 50 Zentimetern erreicht. Die dicht drüsige Pflanze besitzt eine zottig-wollige und dicht spinnwebige Behaarung. Der Stängel ist strohfarben  und weist bräunliche bis violette Flecken auf. Die Blätter sind graugrün, matt, fiederspaltig und besitzen einige Paare mit mehr oder weniger weich dornigen Abschnitten. Die äußeren Hüllblätter sind abstehend bis zurückgebogen, 40 bis 50 Millimeter groß und 1,5- bis 2-mal so lang die wie die inneren Hüllblätter. Die inneren Hüllblätter sind länglich-lanzettlich, plötzlich zugespitzt, ganzrandig und haben kein Anhängsel. Die Frucht ist 4 bis 5 Millimeter groß. Die Schuppen des Pappus sind spitz oder zugespitzt.
Die Blütezeit reicht von Juni bis August.
Die Chromosomenzahl beträgt 2n = 20 oder 20+0-1B.

## Vorkommen
Carthamus boissieri kommt im Bereich der südlichen Ägäis und Zyperns vor. Die Art wächst auf trockenem Kultur- und Brachland. Auf Kreta ist sie in Höhenlagen von 0 bis 700 Metern zu finden.

## Belege
1. 1 2 3  Ralf Jahn, Peter Schönfelder: Exkursionsflora für Kreta. Mit Beiträgen von Alfred Mayer und Martin Scheuerer. Eugen Ulmer, Stuttgart (Hohenheim) 1995, ISBN 3-8001-3478-0, S. 330.
2. ↑   Tropicos.